# Mayra Gómez Kemp
Mayra Cristina Gómez Martínez Kemp Febles, més coneguda com a Mayra Gómez Kemp   (l'Havana, 14 de febrer de 1948 - Madrid, 13 d'octubre de 2024) fou una actriu, cantant i presentadora de ràdio i televisió hispano-cubana. És especialment coneguda per ser la presentadora més duradora del concurs Un, dos, tres... responda otra vez, al capdavant del qual va estar quatre etapes durant sis anys.

## Biografia
Mayra Cristina Gómez Martínez Kemp Febles va néixer el 14 de febrer de 1948 a Cuba. És filla de dos famosos artistes cubans, Ramiro Gómez Kemp (1914-1981) i Velia Martínez Febles (1920-1993). La seva germana gran es diu Georgina i és comptable a Miami. El 1960, la seva família es va traslladar a viure a Puerto Rico, després a Veneçuela i posteriorment a Miami, els Estats Units. Sent universitària va aparèixer en una pel·lícula de sèrie B titulada The Death Curse of Tartu amb el nom artístic de Mayra Christine. Els anys setanta, Mayra arriba a Espanya, treballa en la versió espanyola teatral de la famosa The Rocky Horror Show interpretant el paper de Magenta. En les representacions va coincidir amb l'actor argentí Alberto Berco, que exercia com a narrador en l'obra i que amb el temps es convertiria en el seu espòs.
L'any 1976 debuta en televisió com a actriu en el programa Un, dos, tres... fent papers esporàdics, la seva primera aparició va ser en el programa dedicat a Les 1001 nits on interpretava a una hurí de l'islam i havia de recitar un vers i deixar un regal. Malgrat no ser una actriu fixa, les seves aparicions van anar fent-la famosa fins que va deixar el programa en 1977.
En aquest any, juntament amb dos exsecretàries del programa, María Durán i Beatriz Escudero, forma el Trío Acuario, conjunt en el qual estarà fins a 1978 i en el qual té èxits com Rema, rema, marinero. El 1978 decideix deixar el conjunt per a iniciar una carrera musical en solitari, arribant a gravar un disc titulat Una Dama. Faria algunes gales, i apareixeria en la pel·lícula Donde hay patrón ... al costat de Manolo Escobar.
L'any 1978 inicia la seva carrera com a presentadora, en el programa 625 líneas. Hi estaria fins al 1979 i acabaria guanyant el seu primer premi TP d'Or com a presentadora. Ja als anys vuitanta presentaria altres programes com Ding-Dong o el Festival de Benidorm de 1980. Després s'encarregaria juntament amb altres presentadors del programa infantil Sabadabada, que va canviar després el seu nom a Dabadabada.
El 1982 va abandonar aquest programa infantil, quan Chicho Ibáñez Serrador la va triar per a presentar el concurs Un, dos, tres... responda otra vez, substituint Kiko Ledgard, després que aquest tingués un greu accident. Estaria al capdavant del programa sis anys consecutius, més que cap altre presentador, i va rebre altres tres premis TP d'Or a la millor presentadora, que al costat del de 625 líneas fan quatre guardons. El concurs el va compaginar amb la ràdio, presentant el programa Viva la gente a Antena 3 Radio al costat de Miguel Ángel Nieto.
En acabar el concurs el 1988, Mayra va continuar en la ràdio, i en 1989 va passar a Antena 3 Televisió, on va presentar la primera retransmissió en directe d'una televisió privada, les campanades des de la Puerta del Sol per a rebre 1990, en les emissions en proves d'aquest canal. La cadena inauguraria les seves emissions oficials al gener, després del discurs de benvinguda de José María Carrascal, amb el programa La ruleta de la fortuna presentat per ella fins a l'estiu. Després passaria a les autonòmiques on presentaria amb gran èxit el programa Luna de miel el 1992.
A partir de llavors les seves aparicions com a presentadora anirien espaiant-se. Faria algun que un altre programa en autonòmiques, i el 1996 va presentar en el madrileny Canal 7 el programa mèdic El ritmo de la vida, i en 1999 faria la seva última aparició com a presentadora, en el concurs culinari Tomates y pimientos. A partir de llavors, només apareixeria esporàdicament com a col·laboradora en diversos programes, concedint entrevistes o com tertuliana.
En 2001 intervé a la sèrie ¡Ala... Dina!. A finals de 2006, va participar en la segona edició del concurs sobre monòlegs El club de Flo, a la La Sexta, on va quedar en segona posició. En aquest programa va arribar a ser presentada com: "La simpàtica llogatera de mig Torrevella". El 2007 va participar breument en el programa A 3 bandas d'Antena 3. El 2008 és col·laboradora habitual com a contertuliana als matins d'Aragón TV en el magazín Sin ir más lejos.
A l'octubre de 2009 va revelar que al gener del mateix any li va ser diagnosticat un càncer de llengua, pel qual va haver de ser operada, i que malgrat no deixar seqüeles que posessin en perill la seva vida, li va afectar la parla. Al principi li era completament impossible parlar, encara que amb el suport de logopedes i altres especialistes, a poc a poc va anar recuperant la parla. Un any més tard va recuperar totalment la parla.
Des de l'any 2010 ha fet alguna aparició en programes de Telecinco com el Deluxe per parlar de la recuperació favorable de la seva malaltia. Però l'11 de febrer de 2012, fa pública al programa La Noria la reaparició d'un nou càncer, aquest cop de gola. El dia 13 de juliol anuncia oficialment al programa Sálvame que està lliure de càncer.
El 2014 va publicar les seves memòries titulades Hasta aquí puedo leer.
Va morir el 13 d’octubre de 2024, als 76 anys.

## Premis
- TP d'Or 1978 – per 625 líneas a la Millor Presentadora.
- TP d'Or 1982 – per Un, dos, tres... a la Millor Presentadora.
- TP d'Or 1985 – per Un, dos, tres... a la Millor Presentadora.
- TP d'Or 1987 – per Un, dos, tres... a la Millor Presentadora.
- 2013 – Premi Iris a Tota una Vida de l'Acadèmia de les Ciències i les Arts de Televisió d'Espanya.[8]

## Programes on ha intervingut
- Un, dos, tres... responda otra vez (1976-1977; 1982-1988) a Televisión española.
- 625 líneas (1978-1979) a Televisión española.
- Ding-dong (1980) a Televisión española.
- XXI Festival de la Cançó de Benidorm 1980 (1980) en Televisión española
- Sabadabada (1981-1982) a Televisión española.
- Simplemente Mayra (1990) a Antena 3.
- La ruleta de la fortuna (1990) a Antena 3.
- Luna de miel (1992-1994) a les cadenes autonòmiques.
- Tomates y pimientos (1999) a Antena 3.
- Menta y chocolate (2003) a Antena 3.
- El show de Flo (2003) a La 1.
- El club de Flo (2006) a La Sexta.
- Sálvame: Especial 2º aniversari (2011) a Telecinco.

## Llibres
- ¡Y hasta aquí puedo leer!. Editorial Plaza & Janés. Any 2014.[9] ISBN 9788401347160